# Кушка бондарна

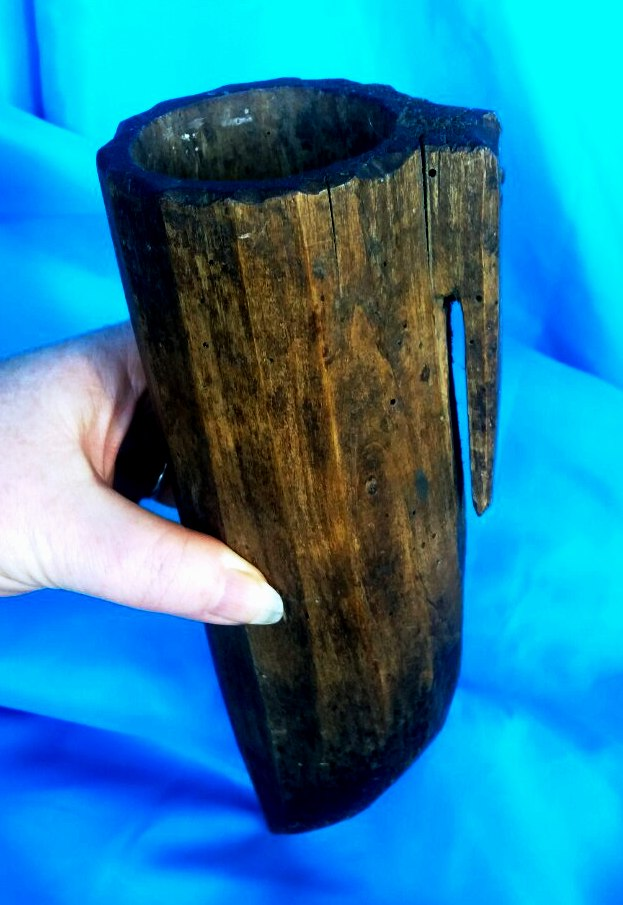
Кушка — футляр для точильного бруска. Допоміжне пристосування для косаря

Кýшка, також точок — футляр для точильного бруска, видовбаний з суцільного шматку дерева (кушка довбана) або зібраний з кількох дощечок (кушка бондарна), або плетений (кушка плетена), що є допоміжним пристосуванням для косаря, яке використовувалося в багатьох губерніях Російської імперії. Наразі має застосування на заході України в приватних господарствах при використанні коси.

## Застосування
Дзвінку пісню коси в стародавні часи можна було почути не тільки на луках сінокісної пори, а й на полях під час жнив. Косою-горбушею, а пізніше і косою-стійкою жали ячмінь, жито, пшеницю, овес, косили гречку і горох.
Оскільки лезо, або жало, коси швидко тупилось, його доводилося відбивати, тобто випрямляти і загострювати, розплющуючи молотком на наковаленці-бабці. Відбиття доводилося проводити двічі на день — опівдні і ввечері. Точити ж косу кожен косар змушений був досить часто, причому безпосередньо в полі або на лузі. Косу точили бруском з пісковику, а також дерев'яною лопаткою-мантачкою, яку обмазували варом, а потім обсипали піском або наждачним пилом (так званим «бруковцем»).
Оскільки точити косу під час косовиці доводилося постійно, брусок і лопатку завжди тримали при собі. Точильний брусок (або мантачку) під час косовиці тримали в спеціальному футлярі, укріпленому на ремені зліва. Брускові футляри плели з бересту, видовбували з цілого шматка дерева, збирали з окремих клепок-дощечок, робили з жерсті.
На дно кожного з них наливали воду, завдяки якій брусок постійно зволожувався, забезпечуючи гарну якість заточування коси. Разом з тим після кожного чергового наточування вода, що налита до футляра, змивала з бруска найдрібніші частинки сточенного металу і відпрацьованого абразиву. Наступне наточування виконували вже очищеним бруском.
У багатьох губерніях Російської імперії футляр для бруска називали кушкою. Така назва за ним закріпилася тому, що в далекому минулому його за допомогою спеціального гака прикріплювали до пояса — зі смужки тканини або сплетеному зі шнура. Адже так само свою назву отримали кушаниці — хутряні рукавиці, які затикали за пояс з широкої смуги тканини.

## Різновиди
І донині деякі майстри виготовляють довбані, плетені і бондарні кушки.

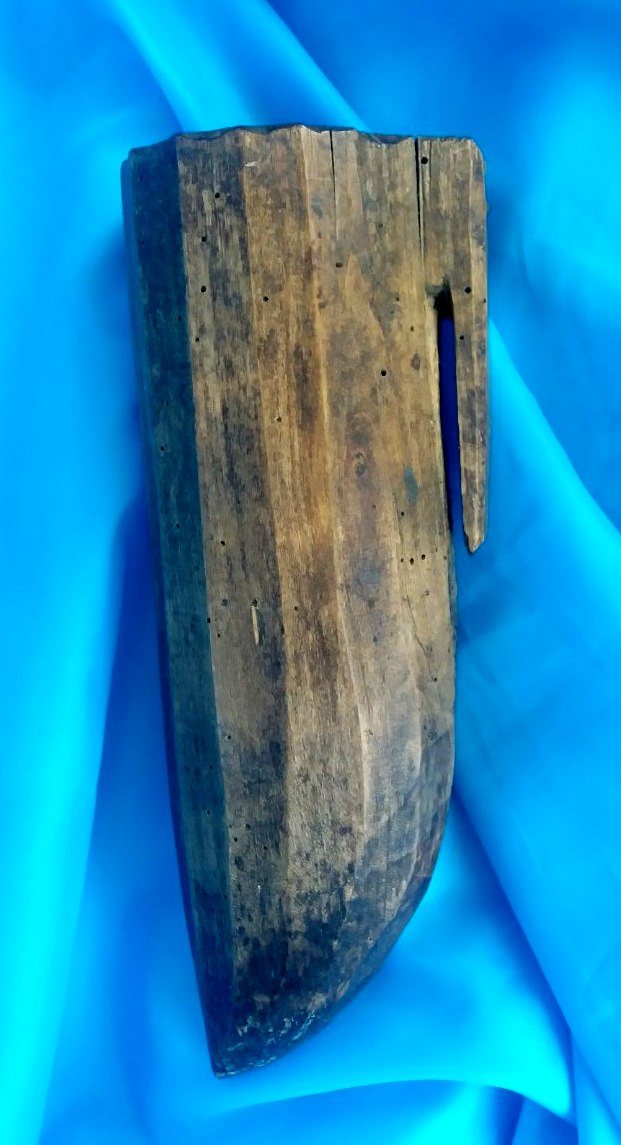
Кушка з експозиції музею історії міста Хмельницького

Один зі старовинних екземплярів кушки, яка використовувалася на початку ХХ століття в Проскурові Подільської губернії (нині обласний центр Хмельницької області — місто Хмельницький), експонується в залі етнографії музею історії міста Хмельницького. Цей цікавий предмет сільськогосподарського застосування завжди привертає увагу відвідувачів музею, адже нині на Поділлі він є певною рідкістю. Зроблений він шляхом видовбування. Видовбування — одна з найдавніших технік — полягає у поступовому вибиранні деревини з масиву виробу, внаслідок чого утворюється заглибина, порожнина або отвір. За допомогою сокири, долота і видовбача майстри виготовляють передусім побутові предмети — човни-довбанки, ночви, ступи, черпаки, сільнички тощо. Серед них трапляються і кушки. Вони вирізняються значною товщиною стінок, міцністю, округлою і масивною формою, внутрішніми заглибленнями овальної та криволінійної конфігурацій.
У Закарпатті їх прикрашають різьбленням, що надає повсякденному утилітарному предмету ошатний святковий вигляд.
Після чергового покосу не підніметься рука кинути його до наступного ранку десь у льосі або на подвір'ї. Гарною і зручною кушкою дорожили, вішаючи її в будинку на чільне місце. Навіть восени, взимку і навесні кушка нагадувала про колишній сінокос і змушувала замислюватись про майбутнє.

## Варіанти розташування клепок в остові кушки бондарної
Екіпірування сучасного косаря не завжди відповідає тому, що було в наших предків. І це, безсумнівно, відбивається на результатах роботи. Адже часто буває і так, що брусок носять з собою в кишені або кладуть на купину, а після чергового заточування переносять на інше помітне місце. Аби позбутися непотрібного клопоту, кожен косар повинен зробити для себе зручну водонепроникну кушку.
Бондарна кушка, зазвичай, розрахована на стандартний брусок з дерев'яною ручкою або без неї, який можна придбати в господарському магазині. Кушку можна зібрати з чотирьох або шести клепок. Дві з них — це пласкі дощечки, а дві інші мають жолобчасту форму. У такої кушки пласкими будуть як сторона, що прилягає до ременя, так і зовнішня.
Якщо ж хочуть зробити зовнішню сторону опуклою, то одну з пласких клепок замінюють одним широким або двома вузькими, що мають певну опуклість. Така форма буде кращою, оскільки завдяки одній площині клепання кушка добре прилягає до ременя, на який її підвішують. Водночас вона має з зовнішнього боку опуклу поверхню, що додає бондарному виробу більшої виразності.
Клепки кушки бажано зробити з легкої деревини липи. Замість неї можна використовувати вільху й осику. Обручі в'яжуть з гілок бузку або ялини. Гачок, призначений для кріплення кушки до ременя, повинен бути міцним і пружним. Тому для нього більше підійде деревина горобини, черемхи, клена та берези. Вставляють гачок у гніздо, яке заздалегідь довбають у плоскому клепанні. При складанні його закріплюють набитими зверху і знизу обручами.
На лицьовій стороні кушка має всього два стики. Це дає можливість прикрашати її найрізноманітнішим різьбленням, не боячись, що при можливому зміщенні клепок його елементи можуть не збігтися.
Якщо бондар вирішив зробити таку кушку, в якій декоративні завдання вирішуються не за допомогою різьблення, а шляхом вмілого використання можливостей самої бондарної техніки, то він збирає її з 10 вузьких клепок. Одну половину клепок вистругують з деревини, що має темне забарвлення (наприклад, з вільхи), а іншу — зі світлої деревини (з осики, липи). При складанні остова чергують світлі клепки з темними, завдяки чому виникає певний ритм. Світлі або темні обручі, розбиваючи ряди клепок на співрозмірні частини, підкреслюють цей ритм і підсилюють декоративну виразність всього виробу.